# St. Crucis (Bad Sooden-Allendorf)

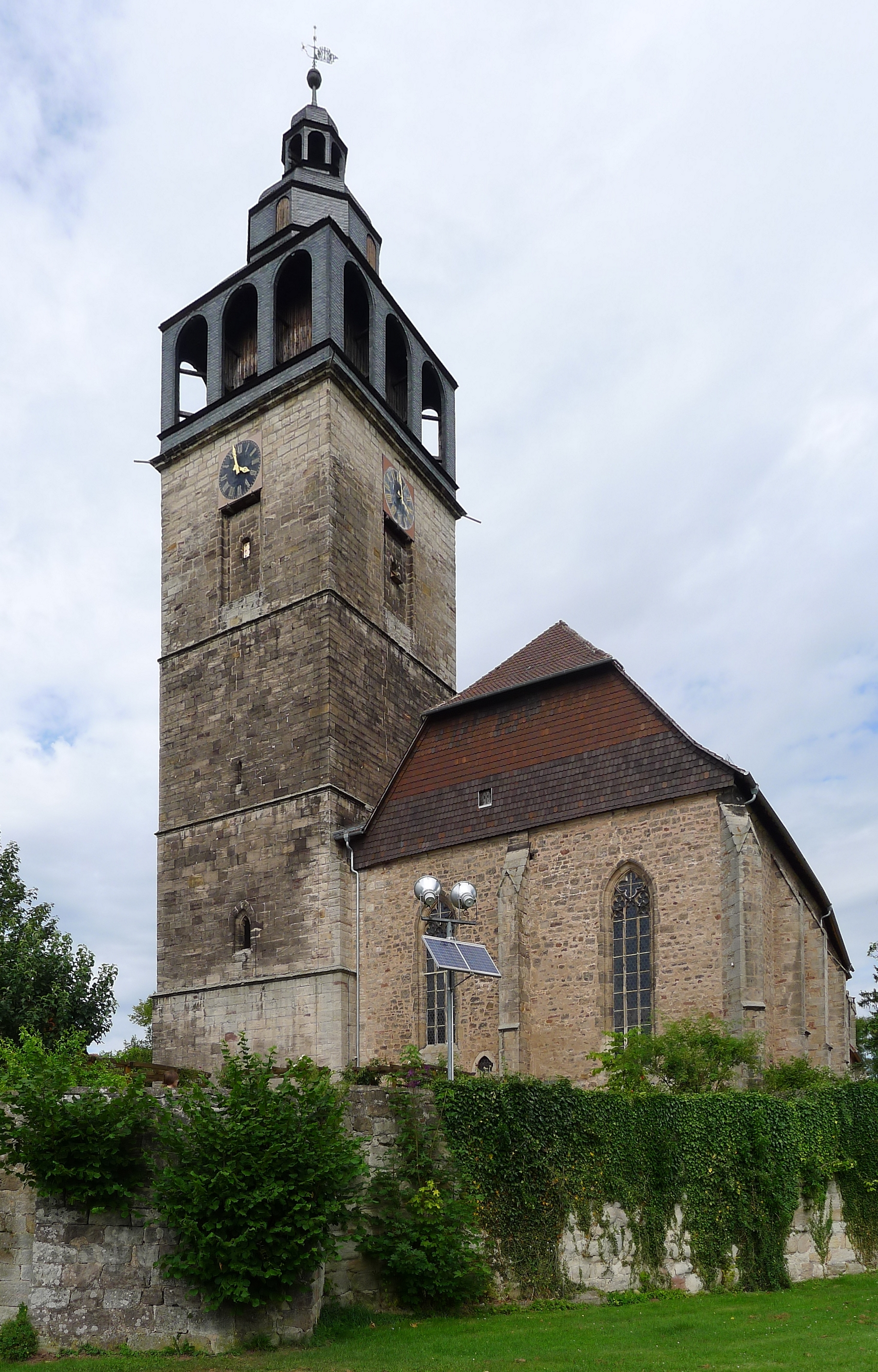
St.-Crucis-Kirche

Die evangelische Kirche St. Crucis ist eine denkmalgeschützte einschiffige Hallenkirche im Ortsteil Allendorf der Gemeinde Bad Sooden-Allendorf im Werra-Meißner-Kreis des Landes Hessen. Sie ist die Hauptkirche der Evangelischen Kirchengemeinde Allendorf.
Der gotische Hauptbau wird in die erste Hälfte des 14. Jahrhunderts datiert, der Turm stammt aus dem 15. Jahrhundert. Vor allem im Inneren wurde die Kirche nach schweren Beschädigungen im Dreißigjährigen Krieg stark umgestaltet. Außer im Chorraum sind die ursprünglichen gotischen Gewölbedecken durch flache Balkendecken ersetzt worden, so dass sich der ursprünglich zweischiffig angelegte Bau heute als offen durchgehende Hallenkirche darstellt.

## Geschichte

### Ursprünge
Unmittelbare Quellen zu den Ursprüngen des Kirchbaus fehlen. Es ist jedoch davon auszugehen, dass an dieser Stelle bereits deutlich vor dem 13. Jahrhundert eine St.-Crucis-Kirche stand, die zu der alten Siedlung Westera gehörte, die bis 1218 in der neu gegründeten Stadt Allendorf aufging. Darauf deuten nicht nur romanische Reste in der Südwand des Langhauses, sondern auch das St.-Crucius-Patrozinium hin, das für Kirchengründungen des 8. Jahrhunderts unter Bonifatius typisch war.
Ein erster urkundlicher Beleg zur Existenz der Kirche stammt von 1218, mit dem Ludwig IV. von Thüringen dem 1208 gestifteten Katharinenkloster die Pfarrkirche St. Georg in Eisenach und die St.-Crucis-Kirche in Allendorf übereignete. Mit dieser Urkunde wird auch die Stadtgründung verbunden (siehe auch Artikel zur Geschichte Allendorfs). Mit der Vorgeschichte zum alten Dorf Westera erklärt sich auch die für Kirchen eigenartige Randlage an der Südwestecke der Stadtmauer. Offenbar hat man bei Stadtgründung eine nordöstlichere Ausdehnung der befestigten Stadt gegenüber der Vorgängersiedlung Westera vorgezogen.

### Erbauung bis zum 15. Jahrhundert
Der heutige Hauptbau wurde unter Einbezug kleinerer romanischer Reste eines Vorgängerbaus in der Südwand bis 1386 fertiggestellt. Vermutlich war ursprünglich eine dreischiffige Kreuzbasilika geplant, jedoch wurde dann im Zuge einer Planänderung eine zweischiffige Hallenkirche mit mittlerer Säulenreihe und Rippengewölbedecke ausgeführt.
Der Bau des mächtigen quadratischen Turms wurde laut einer lateinischen Inschrift links neben dem Eingang am 26. Mai 1424, einen Tag nach dem Urbanstag, begonnen und 1476 beendet.

### Reformation
Bis zur Reformation war an der Allendorfer St.-Crucis-Kirche der Sitz eines Dekanats unter dem thüringischen Archidiakonat Heiligenstadt. Nach der Reformation wurde daraus eine Superintendentur, die im späteren Kirchenkreis Witzenhausen (heute Teil des Kirchenkreises Werra-Meißner) aufging.
Erste reformatorische Bestrebungen um 1526 scheiterten zunächst am Widerstand des Rates der Stadt. Letztlich wurde die Reformation auf Anordnung von Landgraf Philipp I. „dem Großmütigen“ im Jahr 1527 dann doch durchgesetzt, die zuvor katholische Kirche wurde evangelisch. Da Philipp die lutherische Linie verfolgte, war damit noch keine Bilderstürmerei in den Kirchen verbunden. Allerdings kam es nach 1605 in der Landgrafschaft Hessen-Kassel zu einer „zweiten Reformation“, als Landgraf Moritz „der Gelehrte“ zum Calvinus übertrat und ihn in der Landgrafschaft durchsetzte. In der Folge wurde aus den Kirchen aller Zierrat entfernt, der nicht unmittelbar mit der Verkündigung des Wortes zusammenhing. Dies dürfte auch in St. Crucis einen ersten erheblichen Verlust an gestaltender Kunst und Schmuck im Kirchenraum zufolge gehabt haben.

### Folgen des Dreißigjährigen Kriegs
Im Dreißigjährigen Krieg wurde im Rahmen einer Brandschatzung am 27. April 1637 die gesamte Stadt durch kaiserliche Truppen nahezu vollständig niedergebrannt und auch die Kirche schwer beschädigt. Die gotischen Rippengewölbe der beiden Hauptschiffe, in der Turmhalle und der angebauten Taufkapelle fielen ein, die Glocken stürzten im Turm ab und zerbrachen. Etwa 50 Jahre blieb das Langhaus ohne Dach, so dass Gottesdienste vermutlich nur im Chorraum gehalten wurden. Bis gegen Ende des 17. Jahrhunderts wurden die Decken und Dachstühle zwar wiederhergestellt, allerdings wurden die gotischen Rippengewölbe durch einfache flache Balkendecken ersetzt. Die eigentümliche Zweischiffigkeit des Langhauses verschwand zugunsten einer schlichten durchgehenden Halle. Die ursprünglichen Gewölbeansätze sind teilweise heute noch im Kirchenschiff erkennbar.

### Spätere Umgestaltungen
1719 erhielt der Turm seine welsche Haube, die bis heute besonders zum markanten Aussehen der Kirche beiträgt. Ein Stich von Matthäus Merian von 1646 zeigt den Turm dagegen noch mit einem relativ unscheinbaren flachen Pyramidendach. 1840 wurde der entsprechend der ursprünglichen Zeischiffigkeit des Langhauses noch vorhandene doppelte Triumphbogen als Übergang zum Chorraum durch den heute an dieser Stelle befindlichen einfachen Bogen ersetzt.

## Baubeschreibung

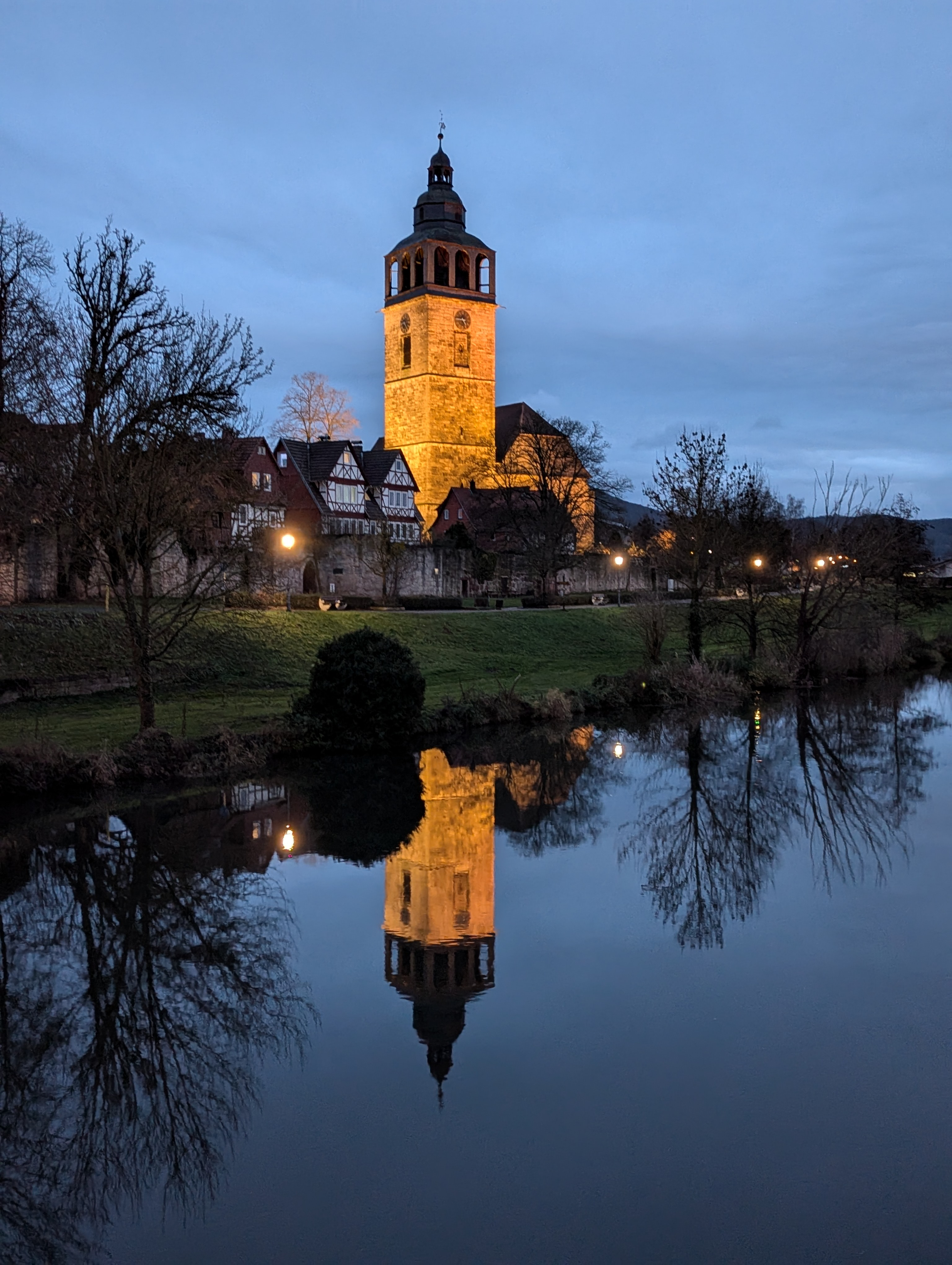
St. Crucis am Abend gespiegelt in der Werra, Dezember 2024

### Langhaus
Seit der Wiederherstellung nach dem großen Brand im 17. Jahrhundert stellt sich die Kirche als Hallenkirche mit flachen Eichenbalken dar. Nach einer jüngeren Umgestaltung Anfang der 2000er Jahre sind die bis dahin sichtbaren Balken durch eine abgehängte Decke mit grafischer Andeutung der seit 1637 verlorenen gotischen Gewölberippen verdeckt. Die Ansätze der ursprünglichen gotischen Gewölbe sind im Langhaus teilweise heute noch erkennbar.
Über mehrere Stufen gelangt man von der Turmhalle in die sogenannte „Winterkirche“, die unter der Empore liegend vom westlichen Kirchenschiff abgetrennt ist. Von dort führt eine Barocktreppe aus den ersten Jahrzehnten des 18. Jahrhunderts auf die Empore.
An der östlichen Hälfte der Südwand des Kirchenschiffs sind mehrere zugemauerte Durchgänge zu erkennen. Bis ins 18./19. Jahrhundert befanden sich dort eine alte Kapelle sowie eine Sakristei. Außerdem befand sich, ursprünglich mit einem Wendeltreppenaufgang in der Mauer, die Kanzel in der Mitte der Südwand des Schiffes. Das beweist, dass die St.-Crucis-Kirche als Predigtkirche gebaut worden war.
An der Außenseite der Nordwand zwischen dem östlichen Abschluss der Taufkapelle und der in das Schiff führenden Tür sind die Reste einer älteren Tür zu erkennen, die wahrscheinlich nach Errichtung der Taufkapelle zugemauert wurde. An dem Sturz eines weiteren zugemauerten Durchgangs ist die Jahreszahl 1506 zu lesen.

### Chorraum
Auf der Ostseite schließt das annähernd rechteckige, leicht asymmetrische Langhaus mit einem Chorraum aus rechteckigem Vorchor mit Apsis in 5/8-Schluss ab. Im Gegensatz zu den Schäden im Langhaus infolge des Brandes von 1637 sind hier die gotischen Architekturelemente mit Kreuzrippengewölbe und fünf großen Maßwerkfenstern im Chor im Wesentlichen erhalten geblieben. Der heutige einbogige Triumphbogen zum Chorraum ersetzt seit dem 19. Jahrhundert den früheren zur ursprünglichen Zweischiffigkeit gehörenden Doppelbogen.
In der Chordecke weisen die drei bildhauerisch ausgearbeiteten Schlusssteine auf den Namen der Kirche hin. Der Phönix, der Pelikan und das Lamm sind die Symbole des Opfers Jesu am Kreuz.
Auf der nördlichen Chorraumseite befindet sich ein in eigentümlicher Asymmetrie spitzbogig überwölbter Durchgang nach draußen. Auf der Außenseite neben der Tür sind Reste eines abgebrochenen Türmchens erkennbar.

### Turm
Der Glockenturm auf quadratischem Grundriss reckt sich ohne Strebepfeiler an der Nordwestecke des Kirchenschiffs empor. Die barocke welschen Haube und einer umlaufenden Galerie mit nach jeder Seite je drei großen Bogenfenstern verleiht ihm eine Höhe von 65 m. Hinter den drei nördlichen Galeriefenstern liegt die Glockenstube mit einem historischen Dreiergeläut, Stunden- und Viertelstundenglocke befinden sich in der Turmlaterne.
Das Portal im Turm stammt möglicherweise schon aus dem 14. Jahrhundert und wurde vom heutigen Durchgang zum Kirchenraum hierher versetzt. An der linken Wand befindet sich eine Gedenkstätte für die Opfer der beiden Weltkriege. In der hinteren linken Ecke der Turmhalle befindet sich ein kleiner Durchgang zu einer Wendeltreppe zum Obergeschoss über der angebauten Kapelle. Diese Treppe bildete früher auch den Aufgang zum Turm. Beim Umbau der Kirche 1959 wurde ein Abgang zum Turmkeller vermauert, der damit nicht mehr zugänglich ist. Auf dem Boden des Durchgangs liegen die Bruchstücke zweier Epitaphe aus dem 13. oder 14. Jahrhundert. Über der Holztreppe als heutigem Turmaufgang hängt an der Wand die alte Wetterfahne aus dem 18. Jahrhundert, die in den 1970er Jahren auf der Turmspitze durch eine Nachbildung ersetzt wurde.
In der Turmhalle befand sich ursprünglich eine gotisch überwölbte Turmkapelle. Wie die übrige Kirche wurde auch der Turm 1637 schwer beschädigt, der gesamte Geschossausbau im Inneren, einschließlich der Gewölbedecke über der Turmhalle, wurde zerstört. Ansätze der Gewölbebögen sind teilweise noch erkennbar.

### Taufkapelle und Lateinschule
Nach dem Bau des Kirchturmes hat man nach Norden hin, im Winkel zwischen Turm und Langhaus angelehnt, die Taufkapelle angebaut. Sie diente nach der Reformation zusammen mit dem oberen Stockwerk als Raum für die Allendörfer Lateinschule. Ab 1906 beherbergte diese Kapelle das städtische Archiv, welches 1959 in das Hochzeitshaus gebracht wurde und sich heute im Rathofgebäude befindet. Heute ist die Taufkapelle ein Raum für kleinere kirchliche Veranstaltungen.

## Ausstattung

### Kanzel und Pfarrstuhl
Die barocke Kanzel mit vielfältigem Dekor entstand 1684. Auf dem Schalldeckel steht ein geschnitzter Pelikan. Vor der Kanzeltreppe befindet sich ein sogenannter Pfarrstuhl (Rückzugsraum für den Pfarrer, heute nicht mehr als solcher genutzt).

### Orgeln
Im Chorraum steht hinter dem barocken Altar aus Stein von 1637 seit 1973 eine kleine einmanualige Orgel mit selbständigem Pedal, die aus der einsturzgefährdeten alten Dorfkirche von Weißenbach am Meißner stammt. Vermutlich wurde die Weißenbacher Orgel um 1875 gebaut.
Auf der Empore stand eine große Orgel mit drei Manualen, elektrischer Traktur und 35 Registern, die 1959 von Euler (Hofgeismar) unter Verwendung älterer Teile errichtet wurde. Sie war bereits seit den 1970er Jahren nicht mehr spielbar und wurde 2015 abgebaut und nach Italien verkauft.
2018 wurde eine neue Orgel durch Orgelbau Schulte (Kürten) auf der Empore gebaut und am 3. Juni 2018 eingeweiht. Das neue Instrument entstand unter Verwendung wesentlicher Teile einer romantischen Orgel aus der Holy Trinity Church in Cambridge (England) von ursprünglich 1852. Diese Teile wurden restauriert, teils umgebaut und mit neuer Technik und modernem Prospekt ergänzt. Das Instrument hat 61 Register, verteilt auf drei Manuale und Pedal. Es ist mit 3.547 Pfeifen die größte Kirchenorgel der englischen Romantik auf dem europäischen Festland und wird volkstümlich als „Queen an der Werra“ bezeichnet.
Die Disposition der neuen Hauptorgel lautet:
| I Choir C–c4 |                     |         |
| 01.          | Double Dulciana     | 16′     |
| 02.          | Hohlflute           | 08′     |
| 03.          | Viola               | 08′     |
| 04.          | Dulciana            | 08′     |
| 05.          | Flauto Traverso     | 04′     |
| 06.          | Dulcet              | 04′     |
| 07.          | Nazard              | 02 ⁄3′  |
| 08.          | Piccolo             | 02′     |
| 09.          | Tierce              | 01 3⁄5′ |
| 10.          | Dulciana Mixture II |         |
| 11.          | Trumpet             | 16’     |
| 12.          | Tromba              | 08′     |
| 13.          | Clarinet            | 08′     |
|              | Tremulant           |         |

| II Great C–c4 |                        |         |
| 14.           | Double Open Diapason 0 | 16′     |
| 15.           | Lieblich Bourdon       | 16′     |
| 16.           | Open Diapason No. 1    | 08′     |
| 17.           | Open Diapason No. 2    | 08′     |
| 18.           | Open Diapason No. 3    | 08′     |
| 19.           | Lieblich-Gedackt       | 08′     |
| 20.           | Salicional             | 08′     |
| 21.           | Principal              | 04′     |
| 22.           | Harmonic Flute         | 04′     |
| 23.           | Twelfth                | 02 ⁄3′  |
| 24.           | Fifteenth              | 02′     |
| 25.           | Tierce                 | 01 3⁄5′ |
| 26.           | Mixture III            |         |
| 27.           | Fourniture III-IV      |         |
| 28.           | Tierce Mixture III     |         |
| 29.           | Trumpet (= Nr. 11)     | 16’     |
| 30.           | Trumpet                | 08′     |

| III Swell C–c4 |                               |        |
| 31.            | Lieblich Bourdon (= Nr. 15) 0 | 16′    |
| 32.            | Open Diapason                 | 08′    |
| 33.            | Rohr Flute                    | 08′    |
| 34.            | Viole d’Orchestre             | 08′    |
| 35.            | Voix Celeste                  | 08′    |
| 36.            | Principal                     | 04′    |
| 37.            | Flute                         | 04′    |
| 38.            | Fifteenth                     | 02′    |
| 39.            | Fifth                         | 01 ⁄3′ |
| 40.            | Mixture III                   |        |
| 41.            | Double Trumpet                | 16′    |
| 42.            | Trumpet                       | 08′    |
| 43.            | Oboe                          | 08′    |
| 44.            | Clarion                       | 04′    |
|                | Tremulant                     |        |

| Hochdruckwerk |                    |    |
| 45.           | Tuba               | 8′ |
| 46.           | Solo Flute         | 8′ |
| 47.           | Orchestral Gamba 0 | 8′ |

| Pedalwerk C–f1 |                      |     |
| 48.            | Open Wood            | 32′ |
| 49.            | Resultant            | 32’ |
| 50.            | Open Diapason        | 16’ |
| 51.            | Violon               | 16′ |
| 52.            | Bourdon              | 16′ |
| 53.            | Echo Bourdon         | 16′ |
| 54.            | Octave               | 08′ |
| 55.            | Bass Flute           | 08′ |
| 56.            | Violoncello          | 08′ |
| 57.            | Octave Flute         | 04′ |
| 58.            | Trombone             | 16′ |
| 59.            | Trumpet (= Nr. 11)   | 16′ |
| 60.            | Tromba (= Nr. 12)    | 08′ |
| 61.            | Clarine (aus Nr. 12) | 04′ |

- Koppeln:
  - Normalkoppeln: I/II, III/I, III/II, I/P, II/P, III/P
  - Suboktavkoppeln: I/II, III/I, III/II, III/III, II/P, III/P
  - Superoktavkoppeln: III/I, III/II, III/III, II/P, III/P
- Spielhilfen: Setzeranlage mit 9999 freien Kombinationen, feste Kombinationen, Schweller für I (Choir) und III (Swell), Crescendo-Pedal
- Anmerkungen:

1. 1 2 3 4 5 6  Extensionsreihe 16’ Trumpet – 8’ Tromba.
2. ↑  Das Hochdruckwerk ist anspielbar über alle vier Teilwerke.
3. 1 2 3  Extensionsreihe 32’ Open Wood – 16’ Open Diapason – 8’ Octave.
4. ↑  Akustischer 32’.

### Chorfenster
Die drei mittleren der fünf gotischen Chorfenster wurden bei der Renovierung der Kirche im Jahre 1959 neu geschaffen.
Beim rechten Weihnachtsfenster sind dargestellt:
| Erschaffung der Welt         | Kain und Abel        | Engel                   |
| Adam und Eva im Paradies     | 2 Propheten          | Anbetung der 3 Könige   |
| Sündenfall                   | Verkündung der Maria | Anbetung der Hirten     |
| Vertreibung aus dem Paradies | Propheten            | Traum der 3 Könige      |
| Noahs Bund                   | Engel                | Flucht nach Ägypten     |
| Isaaks Opferung              | Geburt Christi       | Kindermord in Bethlehem |

Beim mittleren Osterfenster sind dargestellt:
| 3 musizierende Engel                 | Beweinung Christi      | Geißelung Christi   |
| Jünger bei der Himmelfahrt Christi   | Kreuzigung             | Jesus vor Kaiphas   |
| Auferstehung Christi als Himmelfahrt | Kreuzabnahme           | Judaskuss           |
| Frauen am Grab                       | Kreuzabnahme           | Einzug in Jerusalem |
| Ungläubiger Thomas                   | Verleugnung des Petrus | Abendmahl           |
| Maria erscheint Magdalena            | Kreuztragung           | Gethsemane          |

Beim linken Pfingstfenster sind dargestellt:
| Pantokrator – Lamm – Anbetende Engel | Engel zeigt Johannes das himmlische Jerusalem | 7 Posaunenengel zum Jüngsten Gericht         |
| 4 apokalyptische Reiter              | Michaels Kampf mit dem Drachen                | 7 Posaunenengel zum Jüngsten Gericht         |
| Gleichnis von den 10 Jungfrauen      | Gleichnis vom barmherzigen Samariter          | Gleichnis von den anvertrauten Pfunden       |
| Gleichnis vom verlorenen Sohn        | Pfingstwunder                                 | Steinigung des Stephanus                     |
| Gleichnis von den 10 Jungfrauen      | Gleichnis von den 10 Jungfrauen               | Gleichnis von den 10 Jungfrauen              |
| Maria erscheint Magdalena            | Taufe des Kämmerers durch Philippus           | Bekehrung des Paulus (mit St.-Crucis-Kirche) |

### Glocken
Die ursprünglichen Glocken der St.-Crucis-Kirche sind beim großen Brand von 1637 abgestürzt und zerbrochen. Ihre Bruchstücke wurden teilweise beim Neuguss der heutigen Glocken eingeschmolzen und wiederverwendet. Der Glockenstuhl sitzt hinter den drei großen nördlichen Galeriefenstern in der welschen Haube des Turms. Er trägt die drei historischen Bronze-Glocken aus dem 18. Jahrhundert, wovon zwei von einem ortsansässigen Glockengießer stammen:
| Nr. | Gussjahr | Gießer                            | Masse (kg) | Durchmesser (cm) | Nominalton |
| --- | -------- | --------------------------------- | ---------- | ---------------- | ---------- |
| 1   | 1799     | Conrad Peter (Homberg, Efze)      | 1890       | 178              | d1         |
| 2   | 1732     | Melchior Peter Hansen (Allendorf) | 1232       | 116              | e1         |
| 3   | 1732     | Melchior Peter Hansen (Allendorf) | 700        | 105              | g1         |

Wie bei anderen deutschen Kirchen auch, wurden die Glocken im Zweiten Weltkrieg konfisziert und zum sogenannten Glockenfriedhof in Hamburg verbracht. Sie wurden allerdings nicht mehr eingeschmolzen, sondern konnten nach Kriegsende rückgeführt werden. In der glockenlosen Zwischenzeit fertigte ein ortsansässiger Schmied eine provisorische „Notglocke“ aus einem einfachen Stahlrohr an, die heute zur Erinnerung in der Turmhalle aufgehängt ist.
Zwei weitere kleinere Glocken 4 und 5 hängen von außen sichtbar in der Turmlaterne als Uhrglocken für Viertel- und Stundenschlag.